# Kateryna Zełenych
Kateryna Dmytriwna Zełenych (ukr. Катерина Дмитрівна Зелених; ur. 31 stycznia 2001) – ukraińska, a od 2024 roku rumuńska zapaśniczka startująca w stylu wolnym. Wicemistrzyni świata w 2024. Srebrna medalistka mistrzostw Europy w 2024 i 2025. Pierwsza w Pucharze Świata w 2022 i trzecia w zawodach indywidualnych w 2020. Wygrała wojskowe MŚ w 2024 i trzecia w 2025 roku. 
Druga na MŚ U-23 w 2021; trzecia w 2022 i 2024. Druga na ME U-23 w 2021 i trzecia w 2024. Trzecia na MŚ juniorów w 2019. Wicemistrzyni Europy juniorów w 2021 i trzecia w 2019 roku.